# قاو يي
قاو يي (بالصينية: 高毅) هي راكبة الكنو صينية، ولدت في 21 أبريل 1980 في Cangshan, Fuzhou ‏ في الصين.

## وصلات خارجية
- قاو يي على موقع أوليمبيديا (الإنجليزية)
- قاو يي على موقع اللجنة الأولمبية الصينية (الإنجليزية)